# Stvarjenje Adama
Stvarjenje Adama (ital. Creazione di Adamo) je freska italijanskega umetnika Michelangela, ki je del stropa Sikstinske kapele, poslikane okoli leta 1508–1512. Ponazarja pripoved o biblijskem stvarjenju iz 1. Mojzesove knjige, v kateri Bog oče oživi Adama, prvega človeka. Freska je del zapletene ikonografske sheme in je kronološko četrta v seriji podob, ki prikazujejo epizode iz Geneze.
Podoba dotikalnih rok Boga in Adama je postala nekakšna popularna ikona. Slika je bila reproducirana v neštetih imitacijah in parodijah. Michelangelovo Stvarjenje Adama je ena najbolj pogosto posnemanih in ponavljanih verskih slik vseh časov.

## Zgodovina
Leta 1505 je novoizvoljeni papež Julij II. Michelangela povabil v Rim. Naročeno mu je bilo, da zgradi papeževo grobnico, ki naj bi vključevala štirideset kipov in bila dokončana v petih letih.
Pod pokroviteljstvom papeža je Michelangelo prekinil svoje delo na grobnici, da bi izpolnil številne druge naloge. Čeprav je Michelangelo na grobnici delal 40 let, ni bila dokončana v njegovo zadovoljstvo. Nahaja se v cerkvi sv. Petra v vezeh (Basilica di San Pietro in Vincoli) v Rimu, najbolj znana pa je po svoji osrednji Mojzesovi figuri, dokončani leta 1516. Med ostalimi kipi, namenjenimi grobnici, sta danes v Louvru dva, znana kot Uporni suženj in Umirajoči suženj.
V istem obdobju je Michelangelo poslikal strop Sikstinske kapele, kar je trajalo približno štiri leta (1508–1512). Po poročanju Condivija je Bramante, ki je delal na stavbi bazilike svetega Petra, zameril Michelangelovo naročilu za papeževo grobnico in prepričal papeža, da to naroči v materialu, ki ga ni poznal, da bi lahko spodletel pri nalogi.
Michelangelu je bilo prvotno naročeno, da dvanajst apostolov naslika na trikotne pendantive, ki so podpirali strop in osrednji del stropa pokrije z okrasom. Michelangelo je papeža Julija prepričal, naj mu da proste roke in predlagal drugačno in bolj zapleteno shemo, ki predstavlja Nastanek Stvarstva, Padec človeka, Obljubo odrešenja po prerokih in Jezusov rodovnik. Delo je del večje sheme okrasitve v kapeli, ki predstavlja velik del nauka katoliške cerkve.
Sestava se razteza na več kot 500 kvadratnih metrih stropa in vsebuje več kot 300 figur. V njenem središču je devet epizod iz 1. Mojzesove knjige, razdeljenih v tri skupine: Božje stvarjenje Zemlje, Božje stvarjenje človeštva in njegov padec iz božje milosti in nazadnje Človeštvo, kakršno sta predstavljala Noe in njegova družina. Na pendantivih, ki podpirajo strop, je naslikanih dvanajst moških in žensk, ki so napovedovale Jezusov prihod; sedem izraelskih prerokov in pet Sibil, preroških žensk klasičnega sveta. Med najbolj znanimi slikami na stropu so Stvarjenje Adama, Adam in Eva, Eden, Vesoljni potop, prerok Jeremija in Kumejska Sibila.

## Kompozicija
Bog je upodobljen kot ostareli belopolti moški, ovit v vrtinčast plašč, medtem ko je Adam spodaj levo popolnoma gol. Božja desna roka je iztegnjena, da bi dala iskrico življenja iz svojega prsta v Adamovega, čigar leva roka je iztegnjena v pozi, ki zrcali božjo, in spominja, da je človek ustvarjen po Božji podobi in podobnosti (1 Mz 1,26). Pomemben poudarek upodobitve je, da se Adamov in Božji prst ne dotikata. Zdi se, da Bog, darovalec življenja, seže do Adama, ki ga še ni prejel; oni [Bog in Adam] nista na 'isti ravni', kot bi bila na primer dva človeka, ki se rokujeta.
Glede identitete in pomena dvanajstih figur okoli Boga je bilo postavljenih veliko hipotez. Po razlagi angleškega kritika Walterja Paterja (1839–1894), ki je danes splošno sprejeta, naj bi oseba, zaščitena z božjo levo roko, predstavlja Evo zaradi ženskega videza in pogleda proti Adamu  in enajst drugih figur simbolično predstavljajo duše nerojenega potomca Adama in Eve, celotne človeške rase. Ta razlaga je bila izpodbijana predvsem z utemeljitvijo, da Katoliška cerkev meni, da je nauk o obstoju duš heretičen. Posledično naj bi bila za Božjo figuro tudi Devica Marija, Sofija (poosebljenje modrosti, omenjena v Knjigi modrosti), poosebljena človeška duša ali angel moške postave. 
Stvarjanje Adama naj bi po navadi upodobil odlomek »Bog je človeka ustvaril po svoji podobi, po Božji podobi ga je ustvaril« (1 Mz 1,27). Navdih za Michelangelovo obravnavo teme lahko izhaja iz srednjeveške himne Veni Creator Spiritus ('pridi, Stvarniški duh'), ki prosi 'prst očetovske desnice' (digitus paternae dexterae), da da zvest govor.

## Analiza
O pomenu zelo izvirne kompozicije Stvaritve Adama je bilo postavljenih več hipotez, pri čemer so mnoge izhodišče vzele dobro dokumentirano Michelangelovo znanje o človeški anatomiji. 

### Portret človeških možganov
Leta 1990 je v Andersonu v zvezni državi Indiana zdravnik Frank Meshberger v Journal of American Medical Association opozoril, da se zdijo figure v ozadju in oblike, upodobljene za Božjim likom, anatomsko natančna slika človeških možganov. Ob natančnem pregledu meja na sliki korelirajo z glavnimi možganskimi špranjami na notranji in zunanji površini možganov, možganskem deblu, čelnem režnju, bazilarni arteriji, hipofizi in optični kiazmi.

### Prikaz procesa rojstva
Opaženo je bilo tudi, da ima rdeča tkanina okoli Boga obliko človeške maternice (en umetnostni zgodovinar jo je imenoval 'maternični plašč') in da bi bil šal, ki visi obarvan v zeleno, lahko na novo odrezana popkovina. Leta 2015 je skupina italijanskih raziskovalcev v Kliničnem zborniku Mayo objavila članek, v katerem sta se sliki plašča in poporodne maternice prekrivali. Enrico Bruschini (2004) pravi: »To je zanimiva hipoteza, ki prikazuje stvarjenje kot idealiziran prikaz fizičnega rojstva človeka ('Stvarjenje'). Pojasnjuje popek, ki se pojavi na Adamu, kar je sprva zmedeno, ker je bil ustvarjen in se ni rodil od ženske.«

### Portret Evinega rebra
Poleg tega Deivis Campos v časopisu Clinical Anatomy Journal ugotavlja, da ima leva stran Adamovega trupa dodatno skrito rebro. Zaradi poglobljenega Michelangelovega znanja o človeški anatomiji nakaže, da je tak prikaz reber nameren in predstavlja dodatno rebro, iz katerega bo bog kasneje ustvaril Evo. 
Campos predlaga, da je to dodatno rebro način, kako si je Michelangelo predstavljal Adama in Evo, ki sta nastala drug ob drugem, kar se razlikuje od katoliške tradicije, ki pravi, da je bila Eva ustvarjena po Adamu. [21] Obstajajo pomembni dokazi, da se je Michelangelo radikalno ni strinjal s številnimi katoliškimi tradicijami in je imel burne odnose z naročnikom stropa, papežem Julijem II. Tako Campos domneva, da je bila vključitev reber namerna pot do papeža Julija II. in Katoliške cerkve, ne da bi morali priznati krivdo, saj je zelo malo ljudi takrat vedelo kaj o človeški anatomiji in bi lahko izpodbijali to delo. [21] Vendar ima knjiga Geneza glede ustvarjanje moških in žensk dve različici: 1 Mz 2,22 je stvaritev Eve iz Adamovega rebra, toda pred tem je v 1 Mz 27  druga zgodba, ko sta bila moški in ženska ustvarjena drug ob drugem: »Bog je torej ustvaril človeštvo po svoji podobi, po Božji podobi jih je ustvaril; moškega in žensko je ustvaril.« Tako vsaj za to rebro ni podpore domnevi, da je Michelangelo nasprotoval kateri koli katoliški tradiciji.

## Kritične skice
Michelangelo je bil izvrsten risar, saj se je izučil v florentinski delavnici v dinamičnem času na umetniški sceni, ko je bil papir na voljo v zadostni količini. Skiciranje je bil prvi korak v Michelangelovem umetniškem procesu, saj mu je pomagalo pri načrtovanju njegovih slik in kiparskih del. Tako Michelangelove skice zagotavljajo kritično povezavo med njegovo ustvarjalno vizijo in končnimi kompozicijami. Njegov genij je še posebej razviden iz njegovih listov »napolnjenih z več figurami in natančnimi študijami človeške anatomije«.

### ŠtudijeStvarjenja Adama
Michelangelo je v Rimu dokončal dve risbi v pripravah na sceno Stvarjenje Adama. Obe sta na ogled v Britanskem muzeju v Londonu in razkrivata Michelangelov poglobljen postopek načrtovanja stropa v Sikstinski kapeli ter njegovo resno pozornost perspektivi in senčenju.
Prva je Shema za dekoracijo oboka Sikstinske kapele: študije dlani in rok. Desna stran strani je bila skicirana leta 1508 s črno kredo in je študija Adamove mlahave roke, preden se vžge z božjim darilom življenje, v sceni Stvarjenje Adama. Michelangelo je to skiciral v čez prejšnjo rjavo študijo svinčnika na obokanem stropu Sikstinske kapele. Celotna kompozicija v višino meri 274 milimetrov in v širino 386 milimetrov. Druga skica je naslovljena Študije ležečega golega moškega: Adam na freski 'Stvarjenje človeka' . Nastala je leta 1511 v temno rdeči kredi nad svinčnikom na risbi. Rdeča kreda je bila v tistem obdobju Michelangelov najljubši medij, saj jo je bilo mogoče ostružiti bolj natančno kot črno kredo. Michelangelo je s to fino točko ustvaril lesketajočo se površino kože, ki je bila edinstvena za to skico in je ni mogoče videti v njegovih poznejših delih. Risba ima v višino 193 milimetrov in v širino 259 milimetrov.

### Študije ležečega golega moškega: Adam na freskiStvarjenje Adama
V Študijah ležečega golega moškega: Adam na freski 'Stvarjenje človeka'  Adam počiva na zemlji, podprt na podlakti, s stegni, ki so razprti, trup pa nekoliko zasukan vstran. Michelangelo je uporabil moški model, da bi ujel ta naporen položaj in z rdečo kredo razvil debele konture, da bi vzpostavil dokončno obliko, tako da je lahko vsak obiskovalec kapele jasno prepoznal mišičasto telo, ki leži na tleh, 68 metrov pod stropom.
V zadnji Michelangelovi freski na stropu je Adam fizično lep, a duhovno še vedno nepopoln. [30] Skica nagovarja to zgodbo, saj je tudi nepopolna v smislu, da je edina popolna komponenta risbe Adamov zviti trup. Adamove druge okončine se prelivajo v nezreli obliki. Vendar delo ni »nedokončano«, saj je svoj namen doseglo za Michelangela, ki je izdeloval podrobnosti trupa s kredo, zato je bil prepričan v sestavo, ko je začel delati dejansko, stalno fresko ploščo.

### Kontekst
Michelangelo je v svoji umetniški karieri močno preučeval človeško telo in seciral številna trupla, včasih pa ga je očaral moški torzo. Leon Battista Alberti je v svojih traktatih o slikarstvu in kiparstvu moško figuro opredelil kot »geometrijsko in harmonično vsoto njegovih delov«. Michelangelo pa je menil, da je trup moč moškega telesa, zato je v svojih umetniških delih dobil veliko pozornosti in mase. Torej trup v Študiji predstavlja idealizacijo moške oblike, »simbol popolnosti božjega stvarstva pred padcem«. 